# Hendrik Johannes Terras
Hendrik Johannes Terras (ur. 14 czerwca 1993 w Tallinnie) – estoński dziennikarz i polityk, deputowany, od 2025 minister spraw wewnętrznych.

## Życiorys
Jego ojciec Riho Terras został wojskowym i politykiem, matka Kaili Terras zajęła się pracą w dyplomacji. W 2017 ukończył dziennikarstwo i komunikację na Uniwersytecie w Tartu, w 2019 uzyskał magisterium z nauk społecznych. Pracował m.in. jako menedżer ds. sprzedaży w przedsiębiorstwie Milrem Robotics.
Zaangażował się w działalność polityczną w ramach ugrupowania Estonia 200. Został przewodniczącym jego organizacji młodzieżowej i wiceprzewodniczącym partii. W wyborach w 2023 uzyskał mandat deputowanego do Zgromadzenia Państwowego.
W marcu 2025 dołączył do rządu Kristena Michala, obejmując w nim funkcję ministra spraw regionalnych i rolnictwa.